# 日下皓
日下皓是日本女性漫画家，出道作品是在《小說JUNE》（小説JUNE）1997年10月號發表的漫畫《不快指數100》（不快指数100），主要作品出版於角川書店。以筆名那賀口港參與同人活動至2004年末。

## 作品

### 漫畫
《SHUFFLE! －神魔一家親－》（SHUFFLE! －DAYS IN THE BLOOM－）
Navel原作，角川書店發行，單行本全6集，長鴻出版社代理台灣中文版。
《Tick! Tack! －NEVER SAY GOODBYE－》（Tick! Tack! －NEVER SAY GOODBYE－）
Navel原作，角川書店發行，單行本全1集，台灣角川書店代理台灣及香港中文版。
《我們沒有羽翼 〜Prelude〜》（俺たちに翼はない〜Prelude〜）
Navel原作，角川書店發行，單行本全1集，台灣角川書店代理台灣及香港中文版。
《小魔女的秘密》（メイのないしょ －make miracle－）
富士見書房發行，單行本全4集，台灣角川書店代理台灣及香港中文版。
《小巡的祕密》（めぐ♥みるく）
角川書店發行，單行本全3集，台灣角川書店代理台灣及香港中文版。
《Really? Really! －REMEMBER MEMORIES－》（Really? Really! －REMEMBER MEMORIES－）
Navel原作，角川書店發行，單行本全2集，台灣角川書店代理台灣及香港中文版。
《大圖書館的牧羊人 the Little Lutra lutra》（大図書館の羊飼い the Little Lutra lutra）
August原作，角川書店發行，單行本全2集，四季出版代理台灣中文版。

### 小說插畫
《SHUFFLE!》（SHUFFLE!）
Navel原作，小形聖史著，角川書店發行，全7集。
《Tick!Tack! 閃電踢般的戀愛故事》（Tick!Tack!―サンダーキックな恋物語（ラブストーリー））
Navel原作，工藤治著，角川書店發行，全1集。
《Really? Really! 愛情拼圖》（Really? Really! 恋のジグソーパズル）
Navel原作，小形聖史著，角川書店發行，全1集。